# Provinsen Georgia
Provinsen Georgia var en engelsk, senare brittisk, besittning i Nordamerika åren 1732-1777. Senare kom området att utgöra den amerikanska delstaten Georgia. Ursprungligen sträckte sig en liten bit ända bort till Mississippifloden.
Den skapades 1732, och namngavs efter kung Georg II av Storbritannien.

### Fotnoter
1. ↑  ”Georgia” (på engelska). World Statesmen. http://www.worldstatesmen.org/US_states_F-K.html#Georgia. Läst 9 november 2015.